# Paul Appell

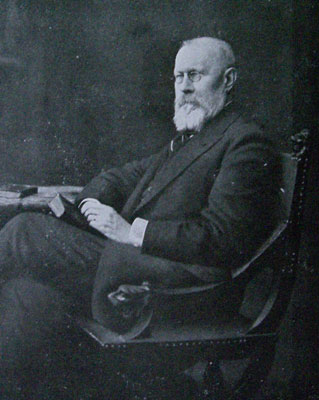
Paul Appell.

Paul Émile Appell, född 27 september 1855 i Strasbourg, död 24 oktober 1930 i Paris, var en fransk matematiker.

## Biografi
Appell blev 1877 maître de conférences vid Sorbonne i Paris, 1879 tillförordnad professor vid vetenskapsfakulteten i Dijon, 1881 maître de conférence vid École normale supérieure i Paris och 1885 professor i rationell mekanik vid Sorbonne. År 1887 tilldelades han Ponceletpriset och 1892 valdes han till medlem av Institut de France.
Han utgav ett stort antal arbeten i matematik och mekanik. Bland hans matematiska arbeten, som huvudsakligen berör frågor av funktionsteoretiskt intresse, märks den stora avhandlingen Sur les intégrales des fonctions à multiplicateurs (i "Acta mathematica", band 13), som av kung Oscar II belönades med guldmedalj vid den internationella matematiska pristävlingen med anledning av kungens sextioårsdag 1889. Bland Appells mekaniska arbeten kan nämnas det stora verket Traité de mécanique rationelle (1893 ff.), inte minst värdefullt ur didaktisk synpunkt.
Asteroiden 988 Appella är uppkallad efter honom.